# Fossila bränslen

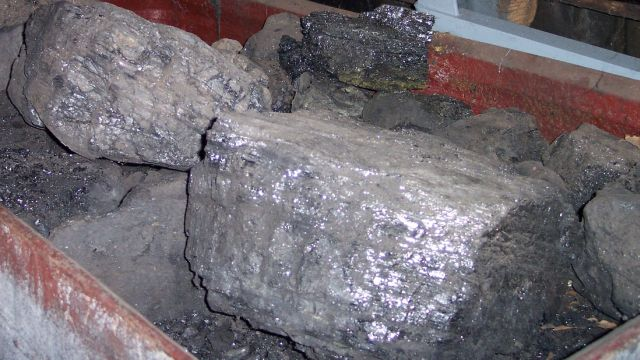
Stenkol

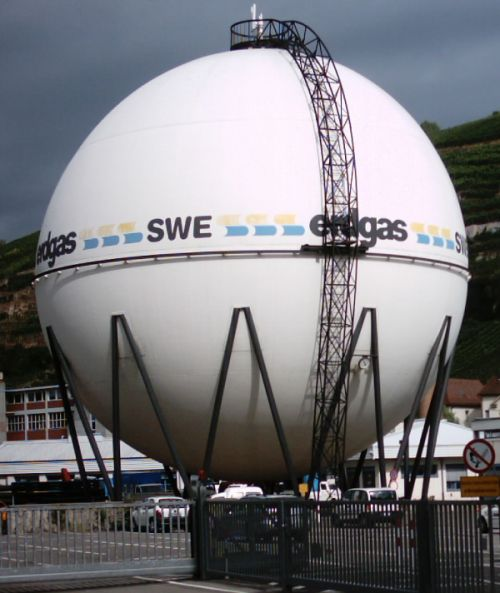
En cistern för naturgas.

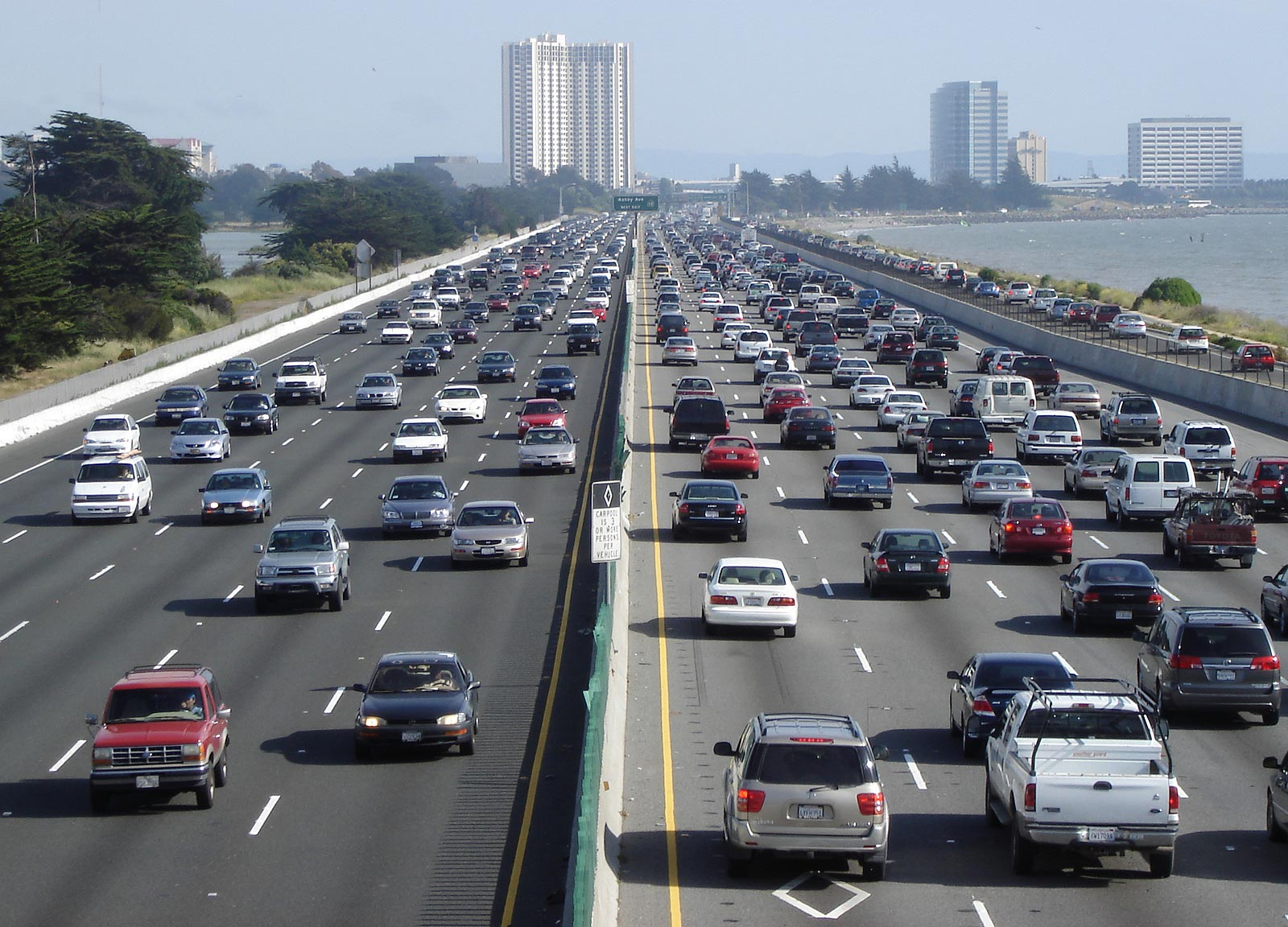
Trafiken är i stor utsträckning beroende av fossila bränslen. Bensin och diesel framställs med det fossila bränslet petroleum som råvara.

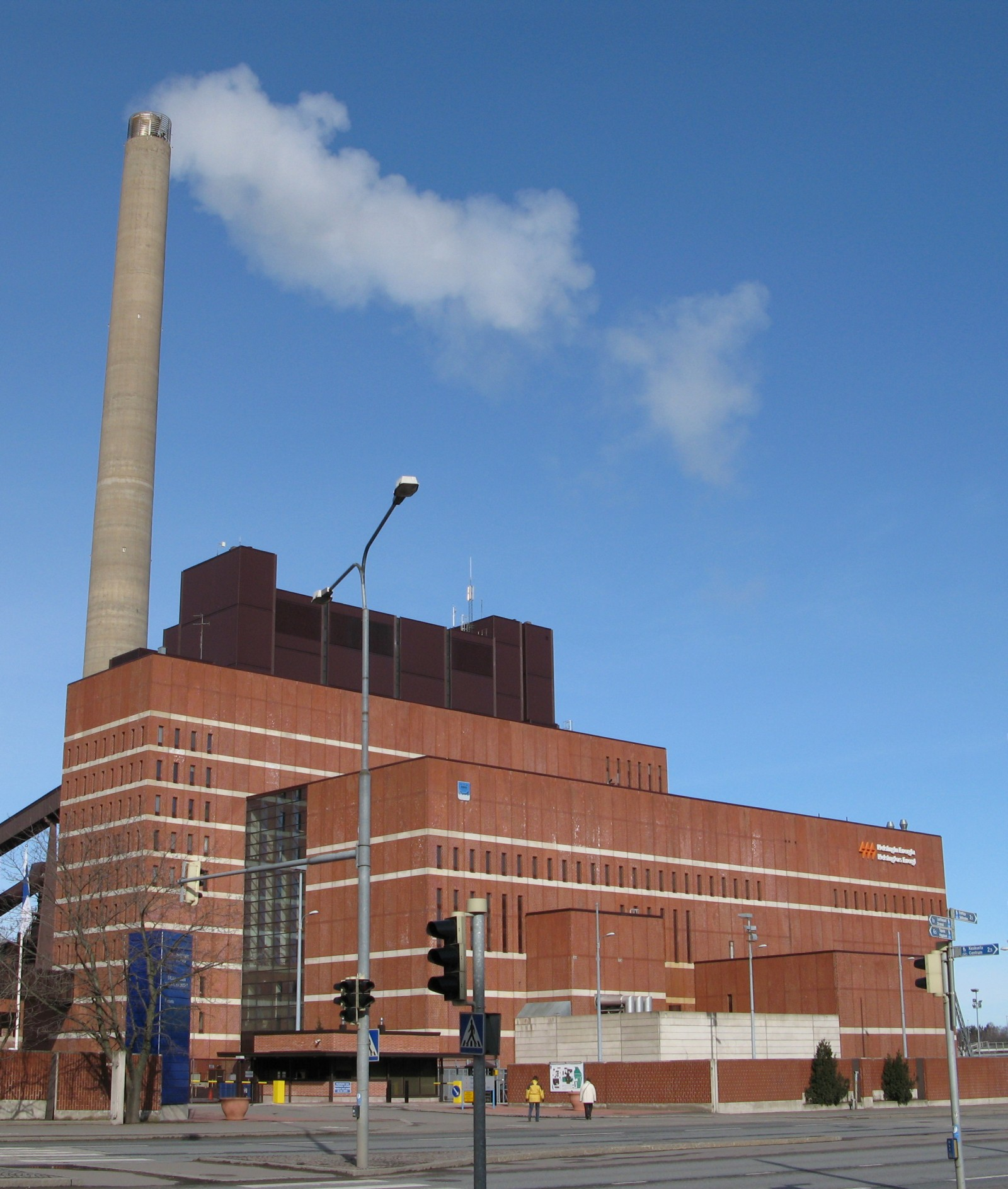
Ett kolkraftverk i Sundholmen, Helsingfors, som producerar elektricitet och fjärrvärme.

Fossila bränslen är olika energikällor i form av kolväten, som kommer från äldre geologiska perioder, och som kan påträffas på eller under marken i lito- och pedosfären. Enligt den biogeniska teorin, som är förhärskande idag, utgörs de fossila bränslena av rester av forntida djur och växter som bäddats ner i jorden och sedan under högt tryck och värme brutits ner till sina beståndsdelar (huvudsakligen kol och kolföreningar). Enligt den abiogeniska teorin utgörs de fossila bränslena av resultaten av kemiska processer under jordens forntid.
De fossila bränslena omfattar främst naturgas, petroleum och kol. Naturgas består huvudsakligen av gasen metan och har ett högt innehåll av grundämnet väte jämfört med grundämnet kol. Metan finns i naturgasfält tillsammans med råolja eller bundet som metanklatrat. Petroleum (även kallad råolja) påträffas i vätskeform och innehåller en större mängd av grundämnet kol, medan de icke-flyktiga bergarterna som också kallas kol (ej att förväxla med grundämnet kol) innehåller en mycket stor mängd av grundämnet kol. Antracit består av nästan rent kol. Alla dessa bränslen är kommersiellt mycket viktiga. Det finns även andra fossila bränslen som till stor del är outnyttjade, exempelvis oljeskiffer, olika sedimentära bergarter som innehåller kolväten.

## Ursprung

### Olja och gas
Enligt den biogeniska teorin bildades jordens petroleumtillgångar då förhistoriska alger och plankton samt andra växter och döda djur lagt sig på sjö- och havsbottnar under syrefria förhållanden. Detta organiska material har begravts under tjocka lager sediment. Genom högt tryck och hög temperatur har det omvandlats kemiskt, först till kerogen och sedan genom ytterligare tryck och värme till kolväten i vätske- eller gasform (det vill säga naturgas och petroleum).

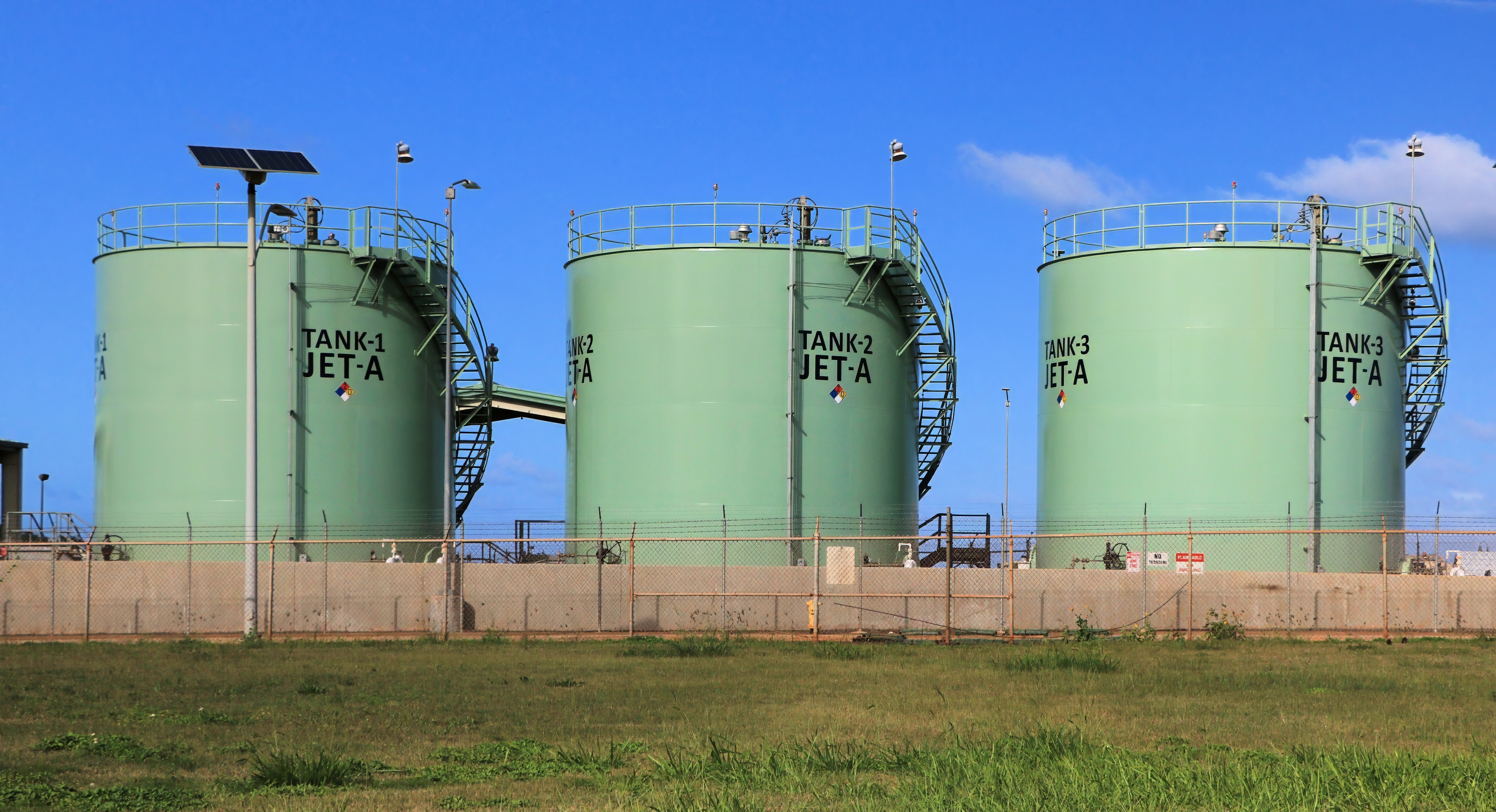
Cisterner med jetbränsle, Kauai Hawaii.

### Kol
Kol har däremot främst bildats av landlevande växter. Stora delar av jordens kolfyndigheter härstammar från den geologiska perioden karbon.

## Användning
Fossila bränslen utgör idag den dominerande primärenergikällan på jorden. 
Ännu på 1700-talet utgjorde vindkraft och vattenkraft de huvudsakliga energikällorna för mekanisk energi, medan förbränning av trä och torv producerade värme. Kol och olja har dock också använts för eldning i alla tider, medan olja även har använts för till exempel balsamering. Storskalig användning av fossila bränslen, först kol och sedan petroleum, som bränsle för ångmaskiner möjliggjorde den industriella revolutionen. Då förbränningsmotorn uppfanns uppstod en stor efterfrågan på bensin och diesel, främst för transporter.
Kol- och naturgas används idag främst för produktion av värme och elektricitet. Kolkraft är den främsta metoden för elproduktion medan transporter är helt beroende av petroleum-baserade drivmedel. Den petrokemiska industrin tillverkar även, med petroleum som råvara, bland annat polymerer för tillverkning av plast. Kol används också bland annat vid framställning av stål, som reduktionsmedel i masugnar.
Problemet med fossila bränslen är (bland många) att den lättillgängliga delen av dem håller på att ta slut inom ett tidsperspektiv på hundra(tals) år. Hur snart de tar slut beror på förbrukning av olja, kol, naturgas etc.

### Klimat- och miljöpåverkan
Användandet av fossila bränslen är behäftat med ett antal miljöproblem. Det allvarligaste av dessa anses vara den globala uppvärmningen. Då de stora mängderna av grundämnet kol i de fossila bränslena har befunnit sig utanför den naturliga cirkulationen av kol i naturen (kolcykeln) under en mycket lång tid, ökar atmosfärens halt av koldioxid vid förbränning. Då koldioxid är en växthusgas, det vill säga bidrar till växthuseffekten som höjer jordens temperatur, är förbränning av fossila bränslen med stor sannolikhet den största orsaken till att jordens medeltemperatur har stigit de senaste decennierna och kommer att fortsätta stiga.[källa behövs]
Dessutom leder förbränningen av fossila bränslen till att koldioxid tas upp av haven, vilket leder till havsförsurning. Cirka en fjärdedel av all koldioxid som människan släpper ut tas upp av haven. 
Förbränning av grundämnet kol producerar alltså en stor mängd av ämnet koldioxid, men även förbränningen av vätet i fossila bränslen ger utsläpp av vatten. Vattenånga är visserligen en växthusgas men utsläpp påverkar inte jordens klimat i någon större utsträckning, eftersom överflödig vattenånga i atmosfären kondenserar, exempelvis i form av regn. Fossila bränslen som innehåller mycket väte jämfört med kol är därför miljövänligare än de som till mycket stor del består av grundämnet kol, såsom det fossila bränslet kol. På grund av den globala uppvärmningen finns det påtryckningar för att ersätta fossila bränslen med till exempel förnybara energikällor eller kärnkraft.
Fossila bränslen, speciellt kol, har även varit förknippat med andra miljöproblem. Förutom koldioxid orsakar förbränning också utsläpp av svaveldioxid, NOx och aerosoler. Svaveldioxidutsläpp bidrar till försurning i naturen, och beror främst på förbränning av svavelhaltigt kol. Aerosoler, det vill säga aska i form av småpartiklar, orsakar bland annat hälsoproblem. Dessa problem har dock kraftigt minskat till följd av rening av rökgaser från kolkraftverk. Aerosoler har sedan 1950-talet renats från rökgaserna med hjälp av ett elfilter. Svaveldioxid renas med hjälp av till exempel kalksten i skrubbers. Svavelreningsanläggninar - som markant höjer kolkraftens kostnader - kommersialiserades på 1960-talet. 
Trots att den största uppmärksamheten har riktats mot kolkraftverk, ger även petroleum-baserade produkter upphov till ovannämnda utsläpp. Svavelinnehållet i flytande bränslen som diesel och eldningsolja har visserligen minskats väsentligt, men NOx är fortfarande ett problem.